# Séfer Mitzvot Gadol
El Séfer Mitzvot Gadol (en hebreu: ספר מצוות גדול) (en català: "El gran llibre dels manaments", abreujat: סמ"ג "SeMaG"), completat en 1247, és una obra literària que tracta sobre els 365 manaments negatius i els 248 manaments positius, discutint cadascun d'ells per separat, segons el Talmud i les decisions dels rabins. "SeMaG" també conté molts ensenyaments morals no legalistes. Les referències al "SeMaG" estan ordenades per secció (manaments negatius i positius) i hi ha un nombre per a cada manament a cada secció del llibre.
Els arranjaments i la presentació del Rabí Moisès ben Jacob de Coucy, estan fortament influenciats per les discussions de Maimònides sobre els manaments, que es troben al Séfer HaMitzvot, i a la seva codificació de la Halacà, el Mixné Torà. De totes maneres, a diferència de Maimònides, el Rabí Moisès ben Jacob presenta llargues discussions de les diferents interpretacions i opinions legals. També fa un ús extensiu d'altres codis legals, i particularment dels comentaris de Raixí i dels tosafistes, normalment afavorint les tradicions asquenazites sobre l'opinió de Maimònides.
Els comentaris tradicionals del "SeMaG" inclouen el Tosefe SeMaG del Rabí Elies Mizrachi (el Re'em) i Ammude Shlomo del Rabí Salomó Lúria (el Maharshal). Mitzvot Gadol és un comentari del segle XX del Rabí Abraham Aharon Price. El Séfer Mitzvot Katan ("SeMaK") del Rabí Isaac Joseph de Corbeil, és un resum del "SeMaG", inclou material addicional sobre ètica i llegendes (agadà).